# Junji Gotō
Junji Gotō (jap. 後藤 純二, Gotō Junji; * 9. August 1971 in der Präfektur Yamagata) ist ein ehemaliger japanischer Fußballspieler.

## Karriere
Gotō erlernte das Fußballspielen in der Schulmannschaft der Nihon University Yamagata High School und der Universitätsmannschaft der Nihon-Universität. Seinen ersten Vertrag unterschrieb er 1994 bei Kyōto Purple Sanga. Der Verein spielte in der zweithöchsten Liga des Landes, der Japan Football League. 1995 wurde er mit dem Verein Vizemeister der Japan Football League und stieg in die J1 League auf. Für den Verein absolvierte er 11 Spiele. Ende 1996 beendete er seine Karriere als Fußballspieler.